# Holyně
Holyně (německy Hollin) je městská čtvrť a katastrální území Prahy. Leží v městské části Praha-Slivenec v obvodu Praha 5. Je zde evidováno 21 ulic a 205 adres. Žije zde asi 500 obyvatel.

## Historie
Holyně je malá vesnice, která se ani připojením k Praze příliš nezměnila. První část Holyně byla připojena v roce 1968, celé katastrální území pak v roce 1974.

## Současnost

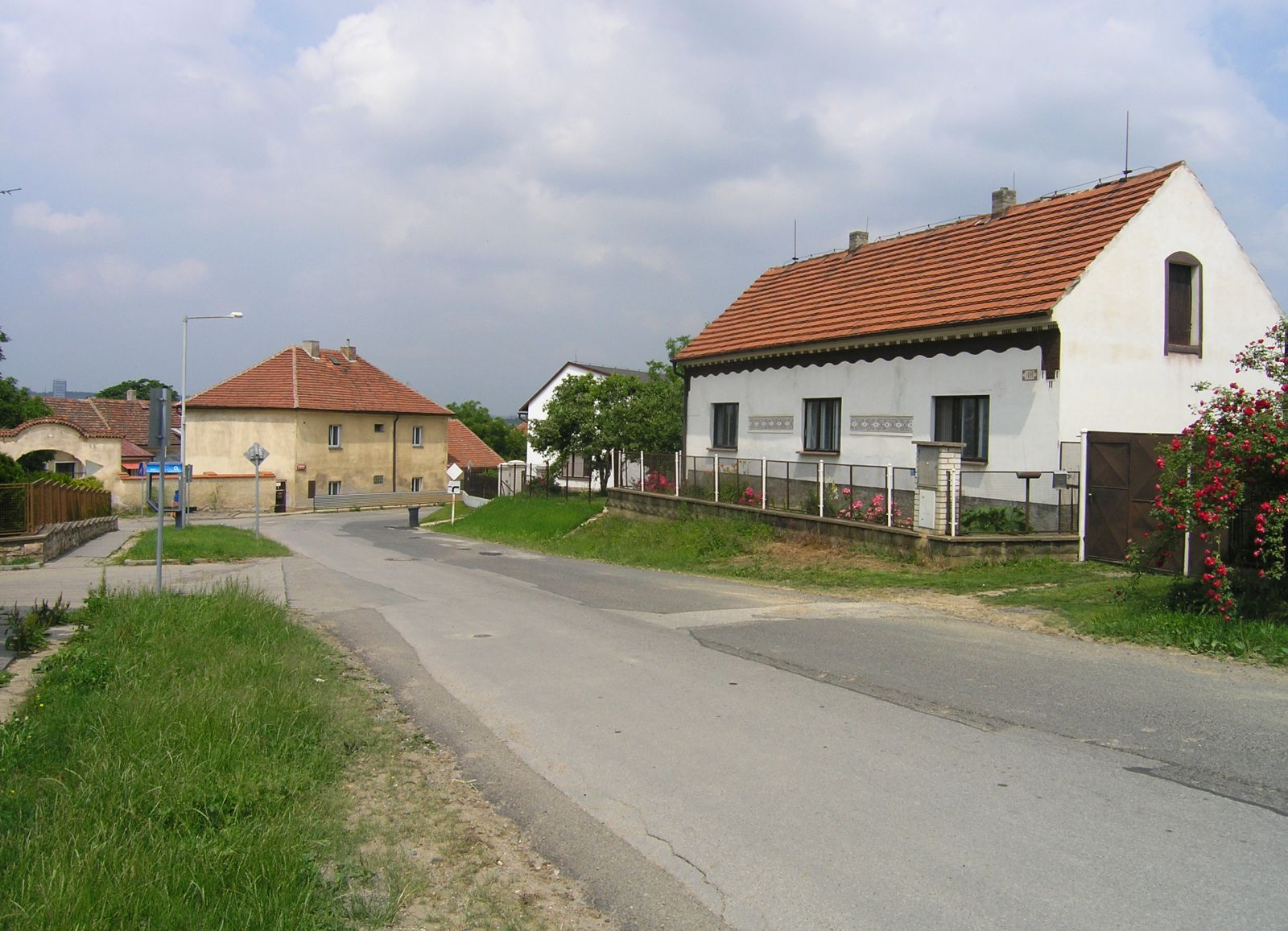
Příjezd k Holyni od Slivence

V centru Holyně je náves – nyní náměstí Pod Lípou. Náměstí a jeho okolí bylo po roce 2000 upraveno. Jeho horní část kolem kaple a konečné městského autobusu byla dokončena v roce 2008.
Jedná se o klidnou lokalitu s potenciálně příjemným prostředím k bydlení, ovšem se zhoršenou kvalitou ovzduší. Obec není plynofikována a během topné sezóny je vzduch silně znečištěn lokálními topeništi.

## Pamětihodnosti
Kaple svatého Jana Křtitele – náměstí Pod Lípou. Novorománská kaple postavená roku 1861.

## Doprava
Holyně je z dopravního hlediska poměrně odlehlou částí Prahy. Jezdí sem sice relativně často městský autobus od stanice Sídliště Stodůlky, ale vzhledem k jeho zajížďkám přes různé části Barrandova a přes Slivenec trvá cesta velmi dlouho.
Místní obyvatelé proto často využívají konečné tramvaje na sídlišti Barrandov, ke které je to 10–15 minut pěšky. V roce 2022 má být z této zastávky přes Holyni vedena tramvajová linka až do Slivence. Od dubna 2022 již tramvaj do Holyně jezdí. Okrajem katastru vede také železniční trať linky S6 pražského Eska, na které je železniční zastávka Praha-Holyně.

## Sousední čtvrti
- Barrandov
- Řeporyje
- Slivenec
- Ořech
- Stodůlky